# Shkumbin

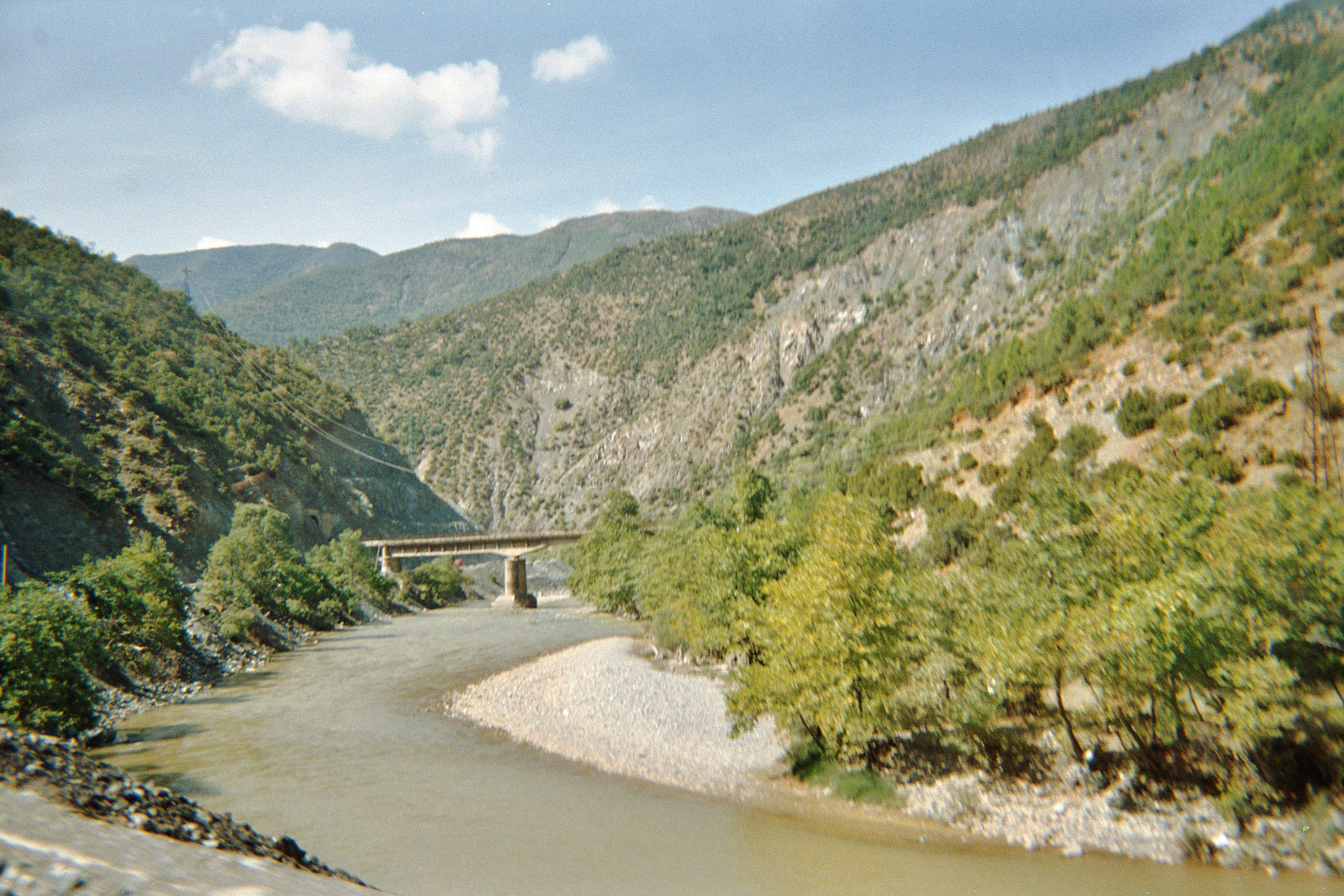
Floden Shkumbin mellan städerna Librazhd och Elbasan

Shkumbin är en flod i Albanien som rinner ut till Adriatiska havet. Floden är ca 120 km lång. Den är traditionellt historiskt gränsen mellan de albanska huvuddialekterna gegiska, i norr, och toskiska, i söder.